# Buntbock
Der Buntbock (Damaliscus pygargus) ist eine afrikanische Antilope aus der Gruppe der Kuhantilopen. Er kommt nur in einem eng begrenzten Gebiet in der Kapregion von Südafrika vor und bewohnt dort offene Landschaften des Fynbos. Vor allem bevorzugt er Grasstände auf kürzlich verbrannten Flächen. Es handelt sich um mittelgroße Antilopen. Charakteristisch für die Tiere sind eine dunkelbraune Rückenfärbung, eine weiße Unterseite, die bis oberhalb des Schwanzes aufzieht und eine Blesse auf der Nase. Sie sind gruppenbildend, wobei die Herden der Weibchen nur wenige Individuen umfassen. Die männlichen Gruppen sind dagegen deutlich größer und setzen sich aus Tieren aller Altersgruppen zusammen. Daneben gibt es auch einzelne territoriale Männchen, die ihr Revier gegen andere Männchen verteidigen. Dabei findet ein Herausforderungsritual statt, das sehr komplex ist. Die Ernährung des Buntbocks besteht aus verschiedenen Gräsern. Die Fortpflanzung ist jahreszeitlich auf den Südsommer beschränkt. In der Regel kommt ein Junges zur Welt, das mit der Entwöhnung nach einem Jahr die Mutterherde verlässt. Die wissenschaftliche Erstbeschreibung mit dem heute gültigen Artnamen stammt aus dem Jahr 1767. Teilweise wurde der Buntbock im 20. Jahrhundert aber unter der Bezeichnung Damaliscus dorcas geführt. Die Art gilt als nahe mit dem Blessbock (Damaliscus phillipsi) verwandt, dessen Verbreitungsgebiet abgetrennt von dem des Buntbocks im zentralen und nördlichen Südafrika liegt. Teilweise werden beide auch innerhalb einer Art geführt.

## Merkmale

### Habitus

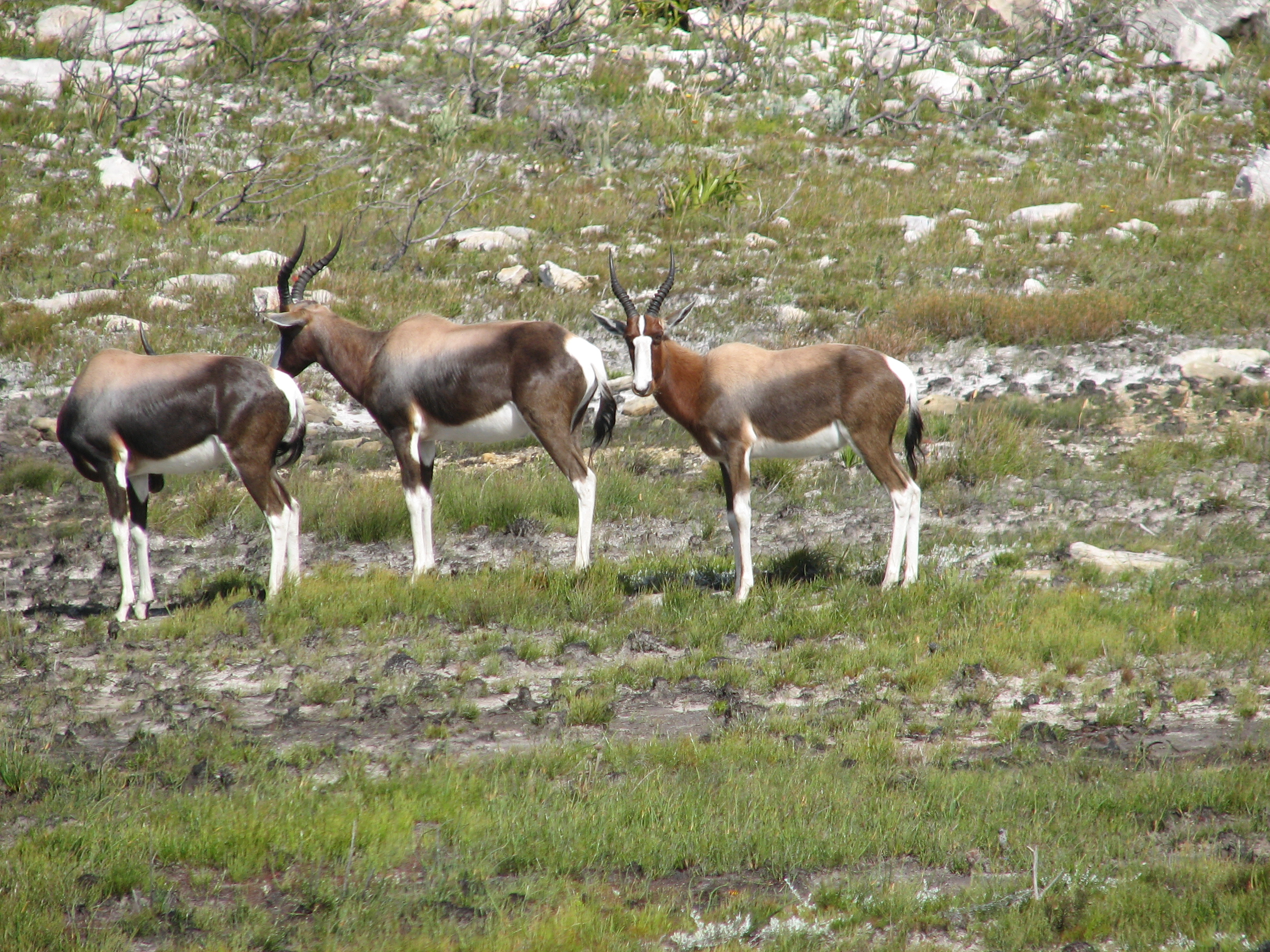
Buntböcke am Kap der Guten Hoffnung

Der Buntbock ist eine mittelgroße Antilope, er ähnelt in der Größe dem Blessbock (Damaliscus phillips), wird aber etwas kleiner als das Sassaby (Damaliscus lunatus). Genaue Körpermaße zum Buntbock liegen nur wenige vor, die Kopf-Rumpf-Länge eines vermessenen Individuums betrug 148 cm, die Schulterhöhe 98,8 cm, der Schwanz war 33 cm lang. Das Gewicht der Tiere liegt bei 59,6 bis 63,6 kg, anderen Angaben zufolge reicht es bis zu 83 kg. Männchen sind durchschnittlich größer als Weibchen. Der Widerrist ragt wie üblich bei Antilopen des Offenlandes weit über die Kruppe hinaus. Das Fell hat eine kräftig dunkelbraune Farbgebung mit einem Purpurglanz an den Seiten, den Wangen und den oberen Gliedmaßenabschnitten. Dazu kontrastieren die weiße Bauchseite, der Spiegel, die unteren Glieder und das Hinterteil. Beim Blessbock zieht die weiße Bauchfärbung meist nicht bis über den Schwanz hoch. Die Blesse, die von der Nase bis zur Stirn reicht, wird abweichend vom Blessbock in der Regel nicht von einem schmalen braunen Streifen in der Mitte unterbrochen, allerdings konnte bei 19 % aller untersuchten Individuen im Bontebok-Nationalpark ein schmaler Streifen vermerkt werden. Beide Geschlechter tragen geringelte Hörner, die beim Buntbock dunkler als beim Blessbock sind. Sie ragen an der Basis steil auf, biegen dann nach hinten und außen und steigen an der Spitze wieder steil auf. Bei Männchen sind die Hörner 32 bis 35,6 cm lang und spannen 29,1 bis 33,1 cm auseinander. Die entsprechenden Maße für Weibchen liegen bei 22,2 bis 24,6 cm und bei 19,7 bis 22,7 cm. Generell sind die Hörner der Weibchen schlanker und verdicken nicht so stark an der Basis, ebenso ist ihre Rillenstruktur nicht ganz so markant. Das längste bekannte Hornpaar maß 42,6 cm.

### Schädel- und Gebissmerkmale
Der Schädel wird 29,3 bis 33,5 cm lang. Das Gebiss besteht aus 32 Zähnen mit folgender Zahnformel: {\displaystyle {\frac {0.0.3.3}{3.1.3.3}}}.

## Verbreitung

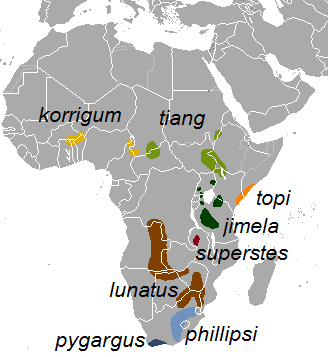
Verbreitungsgebiet des Buntbocks im Vergleich zu den anderen Vertretern der Gattung Damaliscus

Der Buntbock kommt natürlich nur in der Provinz Westkap in Südafrika vor. Er bewohnt die Fynbos-Region des Renostervelds. Das historische Verbreitungsgebiet wird im Westen durch den Bot River und im Osten durch den Gouritz River begrenzt. Im Norden bilden die Riviersonderendberge und die Langeberge natürliche Grenzen, im Süden das Meer. Die Landschaft wird durch dicke und reiche Böden bestimmt, auf denen dichtes Gras wächst. Sie ist durchsetzt mit 30 bis 70 cm hohen Büschen, bestehend aus Elytropappus-, Aspalathus- und Montinia-Pflanzengemeinschaften. Die Region charakterisiert sich durch feuchte Winter, der jährliche Niederschlag liegt bei 540 mm. Bevorzugt werden vom Buntbock vor allem Bereiche mit jungen Grasständen auf verbranntem Untergrund aufgesucht, die nicht älter als zwei Jahre sind. Die Höhenverbreitung reicht von 60 bis etwa 200 m über dem Meeresspiegel.

## Lebensweise

### Territorialverhalten

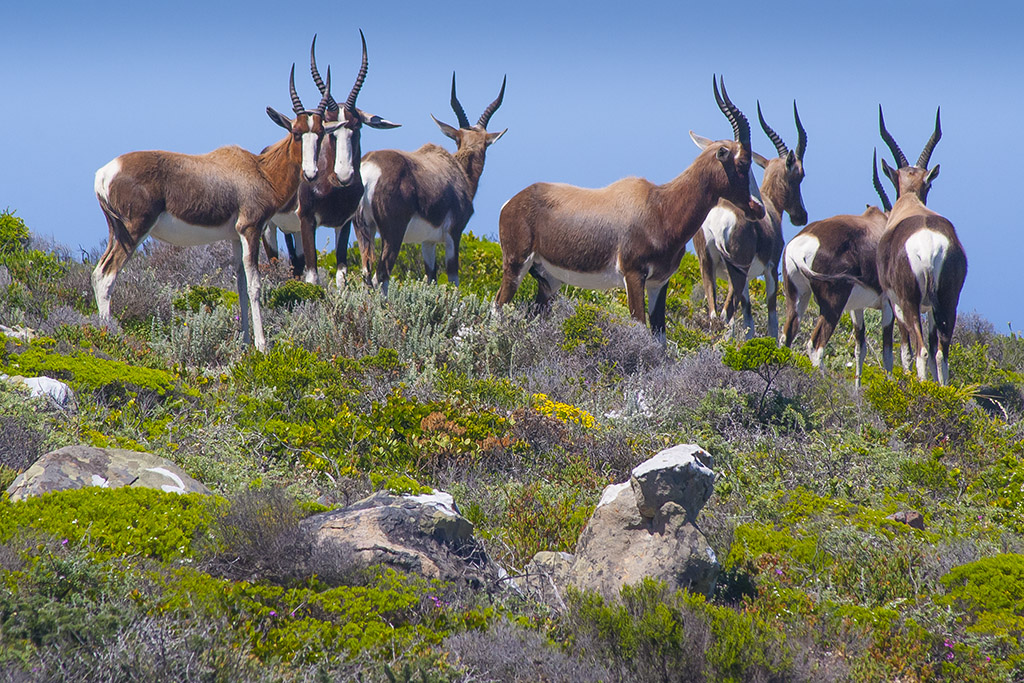
Buntböcke in der Fynbos-Region des Westkaps

Der Buntbock gehört zu den wandernden Hornträgern. Die Weibchen leben in kleinen Gruppen, die im Schnitt drei erwachsene Tiere und 1,5 Jungtiere umfassen, größere Gruppen bestehen aus bis zu neun Individuen. Tendenziell neigen die Weibchen weniger deutlich zu großen Herdenbildungen. Männchen formieren sich häufig in Junggesellengruppen. Diese können im Gegensatz zu den Herden der Weibchen bis zu 75 Tiere umfassen. Sie setzen sich aus Individuen aller Altersklassen zusammen, mit Ausnahme der Neugeborenen. Teilweise schließen sie auch junge, einjährige Weibchen an, bevor diese zu einer weiblichen Herde überwechseln. In den Junggesellengruppen erlernen vor allem die jungen Tiere soziale Kompetenz. Häufig kommt es auch zur temporären Aufspaltung einzelner großer Gruppen in kleinere mit drei bis 24 Mitgliedern. Eine spezielle Hierarchie tritt in den Junggesellengruppen nicht auf. Daneben gibt es auch territoriale Männchen, die ein Revier von 1 bis 4 ha Größe, durchschnittlich 2,5 ha, beanspruchen. Die Männchen markieren ihre Gebiete mit den Sekreten der Voraugendrüsen, die sie an Gräsern und Ästen abreiben. Teilweise streichen sie mit den Hörnern durch derartig markierte Pflanzenteile, dass sich wiederum eine dunkle, wachsartige Schicht auf diesen absetzt. Territoriale Männchen verteilen auch regelmäßig Dunghaufen; durchschnittlich kommen 4,3 Haufen je Hektar vor. Ebenso urinieren sie an festgelegten Plätzen. Eine auffällige Pose der Männchen ist ein hoher Kopf mit seitwärts gerichteten Ohren auf einer gut sichtbaren Anhöhe, mit der sie wohl Anspruch auf ihr Revier erheben. In der Regel sind die Territorien mosaikartig über die Landschaft verteilt und überlappen sich nicht. Die Herden der Weibchen wandern in der Regel über zwei bis drei Territorien. Häufig schließt sich das territoriale Männchen einer durch sein Territorium wandernden weiblichen Herde an und bewacht sie eine Zeit lang. Mitunter treibt er die weibliche Herde zurück in das Innere seines Territoriums, wenn diese zu nahe an die Grenzen kommt (herding). Ebenso wandern die Junggesellengruppen durch die unterschiedlichen Reviere und grasen dort.

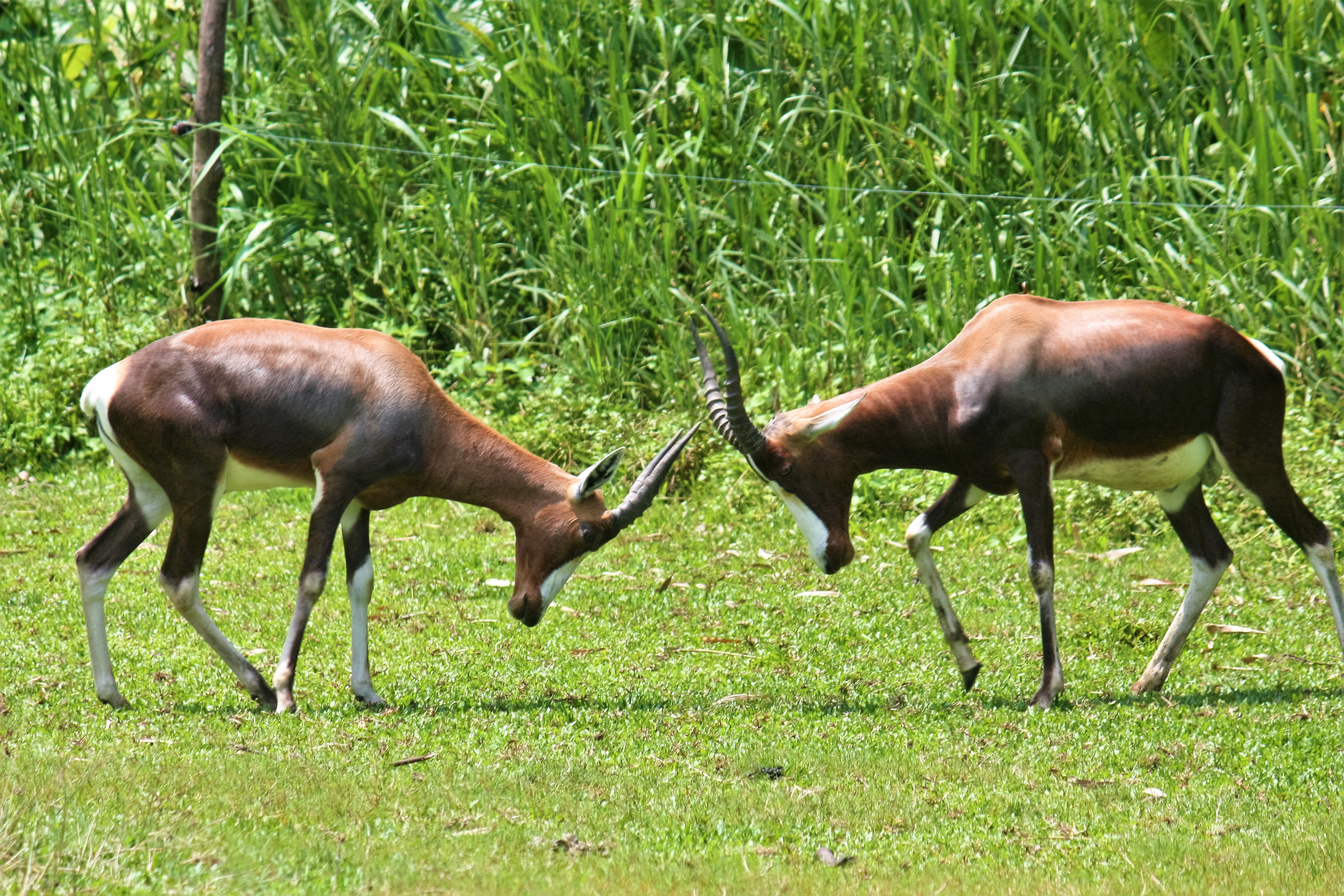
Rangkampf zwischen zwei Buntböcken

Das territoriale Männchen hält sein Revier in der Regel das ganze Jahr durch, im Durchschnitt rund 22 Monate. Einzelne Tiere verbleiben eventuell auch ihr ganzes Leben dort und verlieren ihr Territorium erst im hohen Alter. Das Revier wird gegen Rivalen, häufig benachbarte territoriale Männchen, in ritualisierten Handlungen verteidigt. Das Herausforderungsritual beginnt mit dem Übertreten der Grenze durch einen Nachbarn. Es ist sehr komplex und umfasst mehr als 30 verschiedene Verhaltensweisen. Diese bestehen sowohl aus aggressiven als auch unterwürfigen Handlungen. So kommen unter anderem neben dem bereits erwähnten hochgehaltenen Kopf mit seitlich stehenden Ohren eine seitliche Präsentation häufig in reverser Position, verschiedenste Kopfbewegungen wie seitliches Schütteln oder auf- und abwärtsführend, ein Beschnuppern des Hinterteils, Sekretmarkierungen im Gras, Urinieren und Defäkieren, ein Aufwühlen des Bodens mit den Hörnern, Fußstampfen, Umkreisen, Aufspringen mit allen vieren, Lecken und weitere vor. Echte Kämpfe sind selten und finden bei nur 3 % der Rituale statt. Sie werden teilweise kniend mit auf dem Boden und gegeneinander gepressten Kopf ausgeführt. Das Herausforderungsritual findet nicht ortsgebunden statt, teilweise verfolgen sich die Tiere bis zu einen halben Kilometer weit. Im Durchschnitt dauert das 6,5 Minuten, es kann aber auch bis zu 12 Minuten währen. Danach kehrt der Herausforderer in sein Territorium zurück. Ein territoriales Männchen verfährt gegen Mitglieder der Junggesellengruppen ähnlich, die Handlungen sind dann aber nicht so stark ritualisiert.
Im weiteren Verhalten gibt es einzelne Unterschiede zwischen männlichen und weiblichen Tieren. Vor allem territoriale Männchen verbringen rund 54,7 % ihres täglichen Zeitbudgets grasend; der Anteil geht in der Brunftzeit zurück. Bei Weibchen sind es 64,9 %; dafür verbringen diese weniger Zeit in Rivalenkämpfen. Andere Aktivitäten wie Wiederkäuen und Ruhe finden mit 21 bis 23 % beziehungsweise mit 9,5 bis 10 % seltener statt und variieren weniger zwischen Männchen und Weibchen. Ein typisches Komfortverhalten besteht an heißen Tagen. Die Tiere halten dann den Kopf sehr tief, so dass die Hörner leicht nach vorn ragen. In dieser Position können sie mehrere Stunden verharren, Mitglieder einer Herde oder Gruppe stehen häufig in derselben Himmelsrichtung. Möglicherweise hat dies mit der Thermoregulation zu tun, eventuell entgehen die Tiere so auch einem stärkeren Befall von Dasselfliegen, die ihre Eier in den Nasenlöchern ablegen. Häufig schnauben Tiere in dieser Position. Sonstige Vokalisierungen sind beim Buntbock sehr selten; in Gefahrensituation gibt er ein explosives Schnauben von sich, gelegentlich auch ein Grunzen bei der Fortpflanzung.

### Ernährung
Der Buntbock ist ein ausschließlicher Grasfresser, der sich von kurzen Gräsern ernährt. Untersuchungen eines Mageninhalts aus dem De Hoop Nature Reserve zeigten mit 25 % Anteil eine Bevorzugung von Trespen vor Pseudopentameris (22 %), Plagiochloa (16 %) und Liebesgräsern (14 %). Im Bontebok-Nationalpark verzehren die Tiere häufig Vertreter von Ficinia, Restio, Helichrysum, Stenotaphrum, Pentaschistis sowie Ruhrkräuter. Außerdem konnte Sauerklee als Nahrungspflanze identifiziert werden. Dabei grast der Buntbock häufig auf kürzlich verbrannten Flächen mit frischem Graswuchs. Beim Fressen steht die Herde im lockeren Verband; die Tiere laufen langsam mit dem Kopf nach unten in die gleiche Richtung. Wasser benötigt der Buntbock nur selten.

### Fortpflanzung

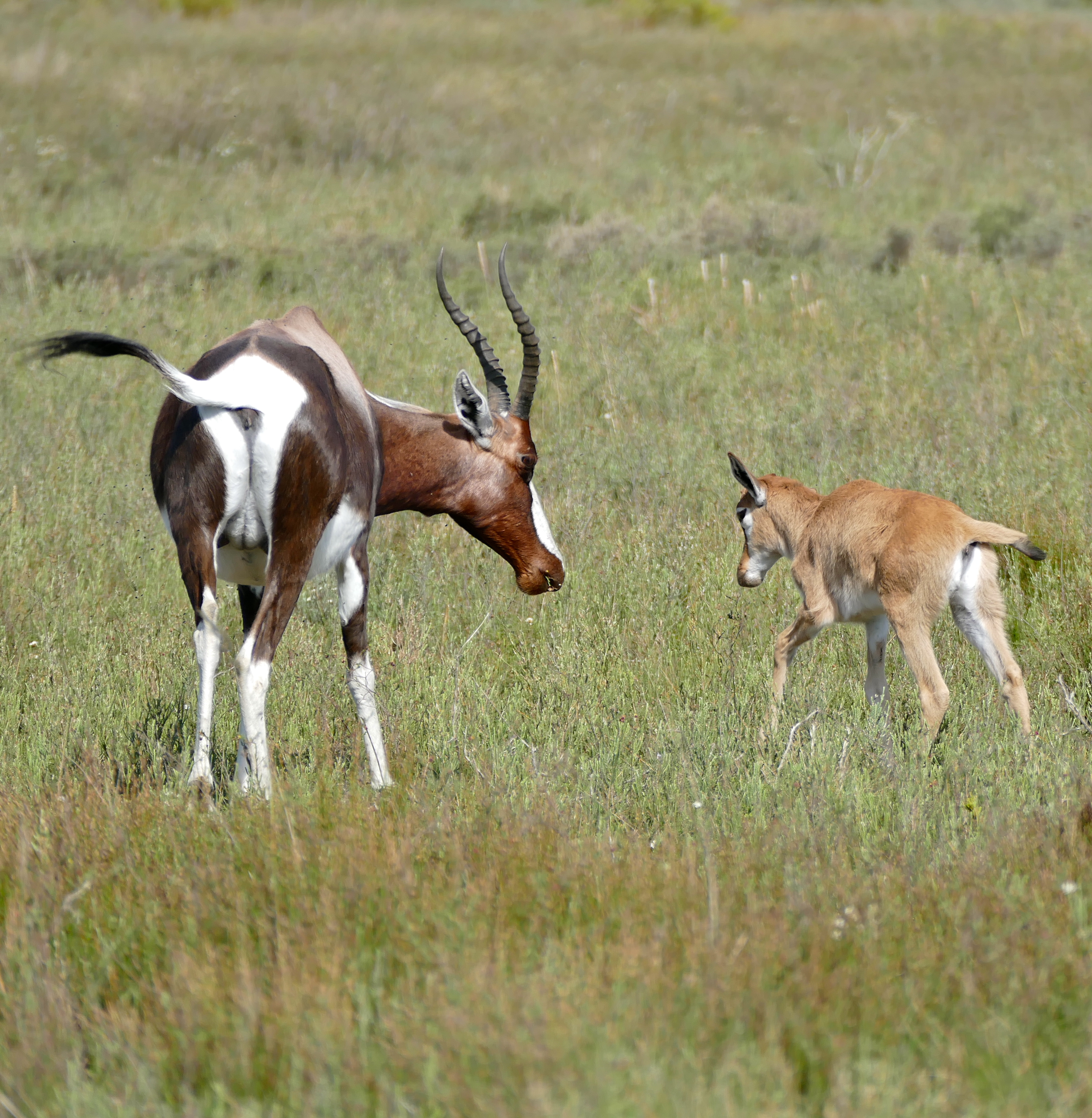
Weibchen mit Jungtier

Die Paarung ist jahreszeitlich begrenzt und findet Ende des Sommers etwa zwischen Januar und Mitte März, teilweise aber auch bis in den April hinein statt. Der Östrus währt 28 bis 32 Tage, Weibchen sind während der Brunft etwa 24 Stunden empfangsbereit. Territoriale Männchen werben um das Weibchen, in dem sie den Schwanz über den Rücken schlängeln oder ihren Kopf tiefhalten und den Schwanz ausstrecken. Flehmen kommt beim Buntbock nicht vor. Männchen testen die Bereitschaft des Weibchens durch Beschnuppern der Geschlechtsorgane, nicht empfangsbereite Weibchen laufen dann häufig im Kreis um das Männchen, um dessen Nachstellungen zu entgehen. Mit dem Aufsteigen des Männchens auf das Weibchen beginnt der Geschlechtsakt. Dieser dauert nur wenige Sekunden, er kann aber bis zu 14 mal in zwei Stunden wiederholt werden. Nach Untersuchungen im Bontebok-Nationalpark von 1960 über einen Zeitraum von mehr als 20 Jahren wird die Empfängnis teilweise von der Regenmenge und des dadurch bedingten Nahrungsangebotes, der Populationsgröße sowie von der Anzahl der Nahrungskonkurrenten gesteuert. Die Tragzeit dauert etwa 240 Tage. Das einzelne Jungtier wird im Frühjahr zwischen September und November geboren, sehr selten auch reicht die Geburtszeit bis in den Februar. Das Muttertier trennt sich dabei nicht von der Herde. Das Junge wiegt zwischen 6 und 7 kg. Es saugt im Alter von fünf Tagen durchschnittlich 58 Sekunden lang, später verringert sich dies auf etwa 25 Sekunden. In den ersten beiden Wochen verbringt das Jungtier bis zu 90 % ruhend im Gras. Mit sieben Wochen nimmt es bis zu 40 % am Tag grasend Nahrung auf. Die Saugphase kann bis zu einem Jahr anhalten, die Aufmerksamkeit des Muttertiers auf das Junge lässt aber bereits nach drei Wochen nach. Mit der Entwöhnung und wenn das Muttertier neuen Nachwuchs austrägt, verlassen sowohl männliche als auch weibliche Nachkommen ihre Herde; sie werden dabei nicht aktiv vertrieben. Nur in Ausnahmen verbleiben ältere Jungtiere bei ihrer Mutter, beispielsweise wenn diese in der nächsten Fortpflanzungsperiode nicht trächtig ist. Die sexuelle Reife ist bei Weibchen mit zweieinhalb Jahren erreicht, bei Männchen mit drei. Letztere werden erst mit fünf Jahren territorial. Der Lebenserwartung in freier Wildbahn ist unbekannt, Tiere in menschlicher Obhut lebten bis zu 15 Jahre und sieben Monate.

### Fressfeinde und Parasiten
Als Fressfeinde kommen vor allem die großen Beutegreifer wie Löwe, Leopard, Tüpfelhyäne und Afrikanischer Wildhund in Betracht. Äußere Parasiten stellen unter anderem Zecken wie Rhipicephalus, Läuse wie Damalinia und Linognathus sowie Dasselfliegen wie Gedoelstia und Strobiloestrus dar. Unter den inneren Parasiten sind häufig Würmer zu finden. Dazu zählen Saugwürmer, etwa Paramphistomum, Bandwürmer, etwa Taenia und Moniezia, und Fadenwürmer, etwa Longistrongylus oder Nematrodius. Durch die Einschleppung des Kap-Springbocks kam es zu einem Wirtsübergang des Lungenwurms Bronchonema magna auf den Buntbock. Der Parasit weist beim Buntbock eine deutlich gesteigerte Pathogenität und damit Mortalität auf. An Krankheiten konnten Lymphome und Kupfermangel festgestellt werden.

## Systematik
Der Buntbock ist eine Art aus der Gattung der Leierantilopen (Damaliscus) und der Familie der Hornträger (Bovidae). Die Leierantilopen wiederum gehören innerhalb der Familie zur Unterfamilie der Antilopinae und bilden zusammen mit den Gnus (Connochaetes), der Hunter-Antilope (Beatragus) und den Eigentlichen Kuhantilopen (Alcelaphus) die Tribus der Kuhantilopen (Alcelaphini). Gemeinsame Kennzeichen der Kuhantilopen finden sich in dem recht großen Körperbau, in der charakteristisch hohen Lage der Schulter sowie dem abfallenden Rücken, in den quer gerippten Hörnern und in den tiefen Drüsengruben im Gesicht. Zudem haben die Kuhantilopen lange Schädel mit großen Hohlräumen in der Stirn, die bis in die Ansätze der Hörner reichen. Laut molekulargenetischen Untersuchungen bilden entweder die Eigentlichen Kuhantilopen oder die Hunter-Antilope die nächsten Verwandten der Leierantilopen. Alle drei Gattungen formen eine monophyletische Klade mit den Gnus als Schwestergruppe.

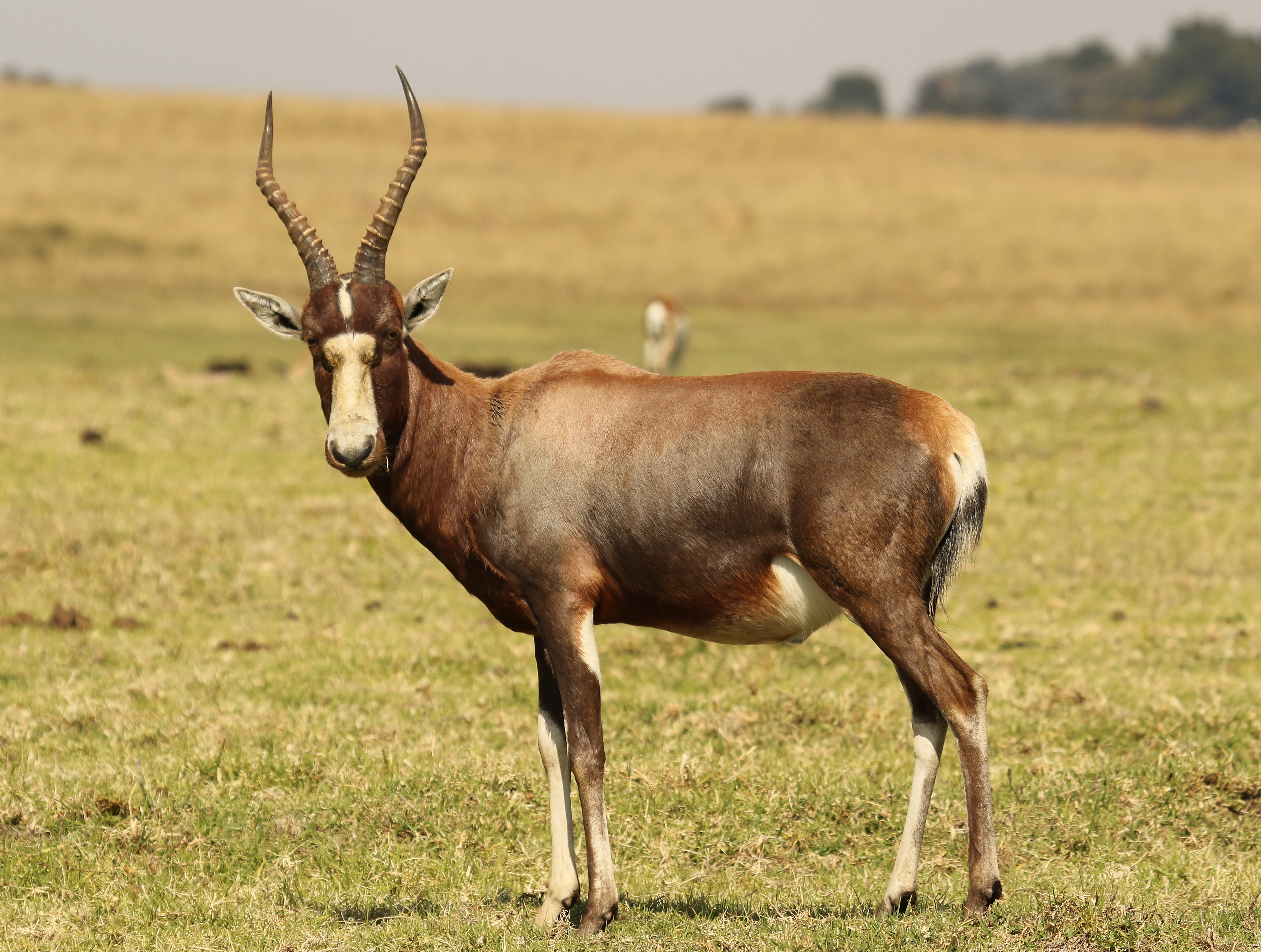
Blessbock (Damaliscus phillipsi)

Innerhalb der Leierantilopen sind der Blessbock (Damaliscus phillipsi) und der Buntbock eng verwandt. Bereits Anfang der 1990er Jahre vorgenommene genetische Analysen ergaben einen genetischen Abstand von nur 0,47 %, was für eine Trennung der beiden Formen im Mittelpleistozän vor etwa 250.000 Jahren sprach. Weitere Untersuchungen wiesen für den Buntbock eine deutlich geringere genetische Vielfalt aus als für den Blessbock, was mit seiner fast vollständigen Ausrottung durch den Menschen im 19. Jahrhundert zusammenhängt. Beide werden mitunter auch zu einer Art zusammengefasst, die dann die wissenschaftliche Bezeichnung Damaliscus pygargus trägt. Die Frage, ob Bunt- und Blessbock eine Art oder zwei Arten bilden, wird in der Wissenschaft recht unterschiedlich gehandhabt. Die letzte Revision der Hornträger aus dem Jahr 2011, erstellt von Colin Peter Groves und Peter Grubb, führt beide Formen als eigenständige Arten, während das zwei Jahre später erschienen Referenzwerk zur afrikanischen Säugetierfauna, Mammals of Africa, beide zusammenführt. Als Gründe für eine artliche Trennung des Bless- und des Buntbocks werden einerseits die zahlreichen vorliegenden Merkmalsunterschiede angeführt. Andererseits besteht eine räumliche Trennung der beiden Formen voneinander: die im zentralen Südafrika gelegenen Lebensräume des Blessbocks sind wenigstens 320 km vom Verbreitungsgebiet des Buntbocks am Kap der Guten Hoffnung im Südwesten Südafrikas entfernt. Diese geographische Trennung des Bunt- und des Blessbocks entstand möglicherweise schon zum Ende der letzten Eiszeit vor mehr als 12.000 Jahren mit dem Anstieg des Meeresspiegels, so dass seit dem eine Vermischung beider Vertreter unter natürlichen Umständen nicht möglich war. Unter künstlichen Bedingungen hervorgerufen durch den Menschen, etwa auf Wildfarmen, kommt es aber zu Hybridbildungen zwischen dem Bunt- und dem Blessbock.

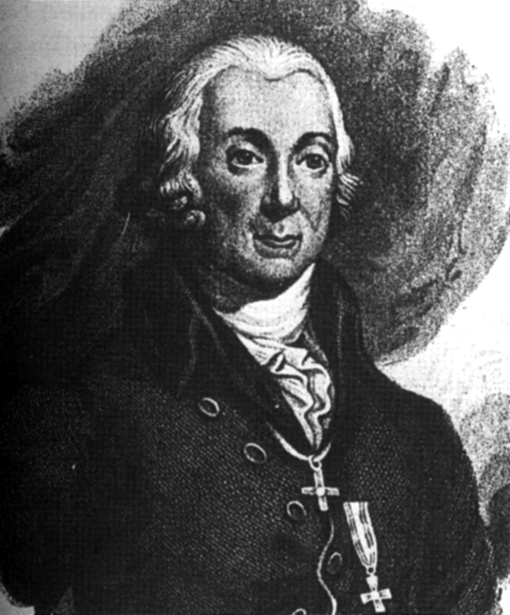
Peter Simon Pallas

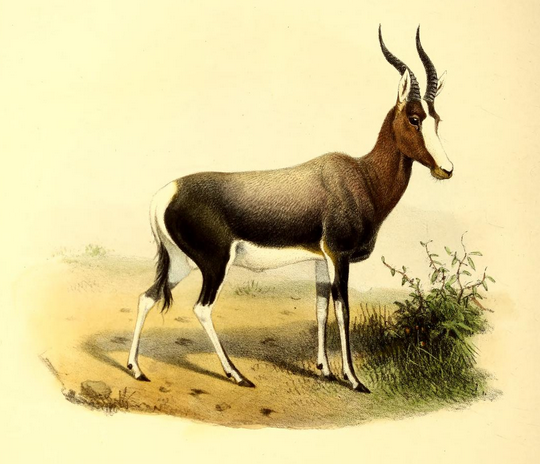
Künstlerische Darstellung des Buntbocks aus dem Book of antelopes 1894

Die wissenschaftliche Erstbeschreibung des Buntbocks wurde von Peter Simon Pallas im Jahr 1767 mit der wissenschaftlichen Bezeichnung Antilope pygargus verfasst. Eine Typuslokalität gab Pallas darin nicht an. Diese wurde später, im Jahr 1948, von Rudolph Carl Bigalke mit dem Swart River festgelegt. Bigalke bezog sich dabei auf Berichte einer Expedition von Isaq Schrijver (auch Isaaq Schryver) aus dem Jahr 1689. Darin schreibt Schrijver, Mitglied der Niederländischen Ostindien-Kompanie, am 11. Januar, er habe am Swart River über eintausend bonte hartbokken gesichtet. Pallas Schrift Spicilegia Zoologica aus dem Jahr 1767, in der die Erstbeschreibung des Buntbocks erschien, stellt eine überarbeitete Version seiner im Jahr zuvor veröffentlichten Arbeit Miscellanea zoologica dar, für die er zahlreiche niederländische Sammlungen ausgewertet hatte. Hierin beschreibt Pallas den Buntbock bereits unter der wissenschaftlichen Bezeichnung Antilope dorcas, als Vorlage dienten ihm unbeschädigte Felle. Den Artnamen dorcas hatte Pallas in der Überzeugung benutzt, die Dorkasgazelle vor sich zu haben, deren wissenschaftlicher Artname wiederum auf Linnaeus 1758 zurückgeht (Gazella dorcas, Linnaeus verwendete allerdings die Bezeichnung Capra dorcas). Die Dorkasgazelle war bereits von Claudius Aelianus im 2. Jahrhundert unter dem Namen δορκάς (griechisch für „Gazelle“) erwähnt worden, worauf Pallas auch anspielt. Nach der Publikation der Miscellanea zoologica erkannte Pallas Unterschiede zur Dorkasgazelle und beschrieb den Buntbock in seiner Spicilegia Zoologica erneut unter dem Namen Antilope pygargus. Der Artname pygargus ist wiederum griechischen Ursprungs (πῡ́γᾰργος) und bezeichnet ebenfalls eine Gazelle. Bereits zum Ende des 19. Jahrhunderts machten Philip Lutley Sclater und Oldfield Thomas in ihrem Book of Antelopes auf den Umstand der doppelten Namensvergabe seitens von Pallas aufmerksam. Francis Harper wiederum wies 1940 darauf hin, dass Damaliscus dorcas aufgrund der früheren Artbenennung Vorrang vor Damaliscus pygargus hat und sah so erstere Bezeichnung als die gültige an. Er merkte des Weiteren an, dass mit der Einführung der Gattung Damaliscus durch Sclater und Thomas im Jahr 1894 das Artepitheton dorcas für den Buntbock wieder zur Verfügung stand. Zuvor im Verlauf des 19. Jahrhunderts wurden sowohl die Dorkasgazelle als auch der Buntbock teilweise in die gleiche Gattung (Antilope oder Gazella) gestellt, dorcas war somit aufgrund der früheren Vergabe der Dorkasgazelle als Artname vorbehalten. In den folgenden 50 Jahren wurde der Buntbock dann im Sinne von Harper meist unter Damaliscus dorcas geführt. Allerdings argumentierte Leendert Cornelis Rookmaaker 1991, dass Pallas ursprünglich, 1766, die Dorkasgazelle beschreiben wollte und den bereits von Linnaeus verwendeten Artnamen nutzte. Erst darauf erkannte er seinen Fehler und korrigierte ihn mit der Neubeschreibung von Antilope pygargus. Demnach sollte Damaliscus pygargus der gültige Artname sein, er wird seitdem von den meisten Wissenschaftlern für den Buntbock verwendet.

## Bedrohung und Schutz
Der weltweite Bestand liegt bei etwa 3500 Tieren (Stand 2001), wovon nur etwa 1500 in ihrem natürlichen Verbreitungsgebiet zu finden sind. Zur Erhaltung der Art wurde 1931 in Südafrika der Bontebok-Nationalpark gegründet. Zum Zeitpunkt der Gründung lebten weniger als 20 Buntböcke in der Region, die Anzahl wuchs Anfang der 1980er Jahre bis auf über 320. Gegenwärtig liegt der Bestand bei etwa 250 Tieren. Von hier aus konnte der Buntbock in einigen Schutzgebieten in Südafrika wieder eingeführt werden. Mit 700 Tieren hat das De Hoop Nature Reserve in Südafrika den größten Bestand. Die IUCN stuft die Art aufgrund der stabilen Population als „gering gefährdet“ (near threatened) ein.